# Himura Kenshin
Himura Kenshin (緋村 剣心 (Phi Thôn Kiếm Tâm) Himura Kenshin) là nhân vật chính và được lấy tên làm đầu đề cho anime và manga Rurouni Kenshin, hay còn gọi là Samurai X. Trong anime tiếng Anh, anh có tên là Kenshin Himura theo lối viết tên của phương Tây. Trong bản dịch của Sony, tên của anh thường được phát âm là "Kenshi" thay vì "Kenshin".
Người lông tiếng Nhật là Mayo Suzukaze và người lồng tiếng Anh là Richard Cansino, và Shanon Weaver (OVA). Trong bản CD, người lồng tiếng cho Kenshin là Megumi Ogata. Bản tiếng Tây Ban Nha được thể hiện bởi Alexander Páez (Mỹ Latinh).
Dựa theo toàn truyện Rurouni Kenshin, Kenshin sinh ngày 20-6 năm 1849. Nhân vật này một phần dựa trên cuộc đời của một trong 4 hitokiri trong thời Bakumatsu, Kawakami Gensai.

## Lai lịch

Kenshin trong trạng thái Battōsai.

Kenshin là một cựu sát thủ của Ishin Shishi, phái Choshu, những người chiến đấu vào thời gian đầu của thời Minh Trị duy tân. Anh lấy hiệu là "Hitokiri Battōsai" (cách đánh vần của Viz Media, và đánh vần là "Hitokiri Battousai" trong bản anime tiếng Anh). Biệt danh này hàm ý rằng anh đã tinh thông được tuyệt kỹ Battōjutsu (kỹ thuật rút kiếm, thời nay được gọi là Iaijutsu), người dùng rút kiếm ra với tốc độ nhanh như chớp. Hitokiri là từ để chỉ một sát thủ samurai ("man slayer" trong bản anime tiếng Anh).
Sau cách mạng, anh sử dụng một thanh kiếm lưỡi ngược (sakabato) do một thợ rèn bậc thầy trao tặng và bắt đầu cuộc đời của một lãng khách "rurouni" (từ này được Watsuki nghĩ ra bằng cách hợp nhất hai từ "Ronin" (samurai vô chủ) và "ru" có nghĩa là "lang thang"). Kenshin trở thành người thừa kế của môn phái kiếm thuật Hiten Mitsurugi-Ryū (Phi Thiên Ngự Kiếm) sau khi hoàn thành khóa huấn luyện dang dở với sư phụ, sau đó từ chối cương vị trưởng môn và biệt danh Hiko Seijuro" (được thừa kế bởi mỗi môn đồ đã tinh thông được kiếm thuật Hiten Mitsurugi-Ryu cùng với một cái áo choàng truyền thống được truyền lại cho các "Hiko Seijūrō").
Nhân cách của Kenshin thường chuyển từ một kẻ lang thang sang một Battousai đáng sợ.

### Thời thơ ấu
Kenshin sinh ra trong một gia đình nông dân với cái tên "Shinta". Khi 7 tuổi, cả cha mẹ của anh đều chết vì bệnh tả. Năm 8 tuổi, anh bị bán cho làm nô lệ. Tuy nhiên, đoàn buôn nô lệ bị cướp tấn công khi qua núi. Tất cả mọi người, trừ Shinta, đều bị thảm sát, bao gồm cả ba cô nô tì tên là Akane, Sakura và Kasumi, những người đã cố bảo vệ cho Shinta mà không thành công. Khi Shinta nhặt một thanh kiếm lên và định đánh lại, Hiko Seijūrō XIII xuất hiện và hạ toàn bộ bọn cướp một cách dễ dàng. Hiko sau đó để Shinta ở lại một mình giữa những xác chết và bảo Shinta đến một ngôi làng gần đó mà tìm nơi trú ẩn.
Một tuần sau, Hiko đi tìm Shinta ở làng đó nhưng ông khá bất ngờ khi biết rằng Shinta chưa đến đó. Cho rằng Shinta đã tự sát, Hiko trở lại nơi thảm sát và thấy Shinta đã chôn cất tất cả các thi thể, cả của những tên cướp bằng chính bàn tay mình. Bị chinh phục bởi sức mạnh nơi trái tim của cậu bé, ông nhận Shinta vào môn phái Hiten Mitsurugi-Ryu. Ông đổi tên cậu là "Kenshin" ("ken" là kiếm, "shin" là trái tim), vì ông cho rằng "Shinta" không phải là cái tên hay dành cho một kiếm sĩ. Kenshin sau đó lấy chữ "Himura" ("từ một ngôi làng màu đỏ") làm họ của mình.

## Rurouni Kenshin seri

### Tsuiokuhen (Trust and Betrayal/Reminiscence)

Kenshin khi còn trẻ rèn luyện với sư phụ.

Hiko Seijūrō nuôi dưỡng và truyền thụ cho Kenshin những tuyệt kỹ của Hiten Mitsurugi-Ryu. Năm 14 tuổi, Kenshin gia nhập phong trào cách mạng để phục hồi quyền lực của Hoàng đế (lúc đó là hoàng đế Komei, cha của hoàng tử Mutsuhito, người sau này thừa kế ngai vàng và lấy hiệu là Minh Trị Thiên hoàng). Quyết định của Kenshin mâu thuẫn với thái độ trung lập của Hiko, người cho rằng bất cứ ai có được Kenshin thì coi như thắng lợi nắm chắc trong tay. Cuộc xung đột này làm cho Kenshin trẻ tuổi bỏ dở quá trình khổ luyện để chiến đấu cho lý tưởng của mình, lý tưởng bảo vệ nhân dân. Kiếm thuật của Kenshin nhanh chóng thu hút sự chú ý của Takasugi Shinsaku, chỉ huy của Kiheitai. Takasugi sau đó giới thiệu cậu bé cho người bạn vong niên là Katsura Kogoro, lãnh đạo của gia tộc Chōshū, Ishin Shishi, người ngay lập tức muốn cậu bé được đối xử đúng với đẳng cấp của mình. Tuy nhiên, đổi lại, Katsura phải thể với Takasugi không bao giờ được rút kiếm nữa như là để đổi lấy việc đã lấy đi "sự trong trắng" của cậu bé.
Kenshin được gửi tới Kyoto và đảm nhận vai trò ám sát, mục đích chung của những người Ishin Shishi thực hiện "Tenchu" (trời phạt - thiên tru) đối với chính quyền Shogun Tokugawa. Chỉ trong 6 tháng đầu, anh đã giết hơn 100 người, và thực sự nổi danh với cái tên Hitokiri Battōsai. Năm tiếp theo, trong nhiệm vụ ám sát một viên quan của chính quyền Shogun, anh bắt gặp một thành viên của Midawari-gumi đang làm nhiệm vụ hộ vệ. Sau khi tiêu diệt viên quan này, Kenshin giết luôn người cận vệ vì anh không được để ai chạy thoát. Mặc dầu Kenshin dễ dàng chiến thắng nhưng khát vọng sống mãnh liệt của người hộ vệ, khi ấy là hôn phu của Tomoe (người mà sau này anh kết hôn như người vợ đầu tiên), luôn ám ảnh anh. Vài tháng sau chuyện này, Kenshin bị phục kích bởi một sát thủ Yaminobu, anh nhanh chóng cắt đôi kẻ tấn công (nghĩa đen) và để lại những mảnh xác đầy máu trên đường. Sau đó, khi ngửi thấy mùi hương hoa mận trắng nhẹ dịu, anh mặt đối mặt với người phụ nữ mà anh sẽ yêu (Tomoe - vợ đầu).
Kenshin không biết rằng, cô gái tên Yukishiro Tomoe đã chứng kiến trận đánh của anh với sát thủ Yaminobu. Anh chỉ chú ý đến sự hiện diện của cô sau đó, khi máu của tên sát thủ đã bắn tung tóe trên người cô gái và cô kêu lên "Anh thực sự đã tạo nên một cơn mưa máu". Kenshin đã nghĩ đến việc thủ tiêu cô vì nguyên tắc của anh là không để ai thấy mình khi đang hành động, nhưng cô đã ngất đi vì sốc. Thay vào đó, anh đưa cô gái về nhà trọ nơi phái Choshu đặt làm đại bản doanh tạm thời và cô trở thành một người phục vụ ở đây. Trong quãng thời gian này, giữ Kenshin và Tomoe đã nảy nở một tình cảm mơ hồ và Tomoe khám phá ra rằng Battōsai giống một đứa trẻ ngây thơ và trong trắng hơn là một tên sát nhân máu lạnh. Tuy nhiên, cũng lúc này, Ishin Shishi gần như bị chia đôi khi quyết định đốt cháy Kyoto và dẫn đến cuộc xung đột nổi tiếng với "Những con sói Mibu", Shinsengumi.
Sau việc phái Chōshū bị tập kích ở Ikedaya Jiken, Katsura ra lệnh cho Kenshin và Tomoe tránh khỏi Kyoto và chạy đến một làng quê hẻo lánh. Ông cũng ra lệnh cho họ giả làm vợ chồng dược sĩ, (Trong OVA, họ giả dạng nhưng trong manga, Kenshin không thích giả vờ và anh cưới Tomoe thật). Trong thời gian này, Kenshin và Tomoe dần bắt đầu một mối quan hệ sâu sắc và cuối cùng hai người họ thực sự yêu nhau.

Cuộc sống của Kenshin với Tomoe

Sau đó, em trai của Tomoe, Yukishiro Enishi, tìm được nơi lẩn trốn của 2 người. Hóa ra ý định thực sự của Tomoe là báo thù cho người chồng chưa cưới của mình, người cận vệ mà Kenshin đã giết trước đây. Tuy nhiên, Tomoe không ngờ rằng mình lại yêu Kenshin và quyết định rằng, mặc dù anh đã tước đi hạnh phúc của cô, nhưng chính anh đã đem lại cho cô một niềm hạnh phúc khác.
Ít lâu sau, Tomoe kể cho Kenshin biết về người chồng chưa cưới đã bị sát hại của mình trừ sự thật là cô cũng biết anh chính là người đã ra tay (Trong manga, Kenshin ôm chặt lấy cô và để nước mắt của cô rơi trên vai anh, và trong OVA, họ chính thức thổ lộ tình cảm của mình bên bếp lửa đêm). Trong cả hai bản, Kenshin đều nói với cô rằng anh sẽ tiếp tục công việc sát thủ cho đến khi cuộc cách mạng thành công, nhưng sẽ tìm một cách nào đó để bồi đắp cho những tính mạng đã bị anh lấy đi. Tuy vậy, sáng hôm sau, Tomoe rời khỏi nhà trước khi Kenshin tỉnh dậy.
Trong cuộc gặp gỡ cuối với thủ lĩnh của Yaminobu - một mạng lưới chuyên nghiệp của chính quyền Shogun (tương tự như phái ninja Oniwabanshu mà Kenshin đối mặt sau này) đã lên một kế hoạch để ám sát Kenshin - Tomoe nhận ra rằng thực sự họ đã lợi dụng mình để tìm ra điểm yếu của Kenshin. Trong khi đó, Kenshin liều lĩnh ra khỏi nơi ẩn náu để cứu vợ nhưng lại bị vài ninja Yaminobu phục kích. Bọn họ làm anh bị thương khá nặng. Mắt anh mờ đi và tai không thể nghe rõ vì vụ nổ do các ninja, toàn thân bị tê cóng vì lạnh, chỉ còn giác quan duy nhất hoạt động là khứu giác. Cuối cùng, anh đến được túp lều nơi tên thủ lĩnh chờ đợi cùng Tomoe. Khi họ chiến đấu, tên đầu lĩnh giương cao tay, định kết liễu anh. Với nỗ lực cuối cùng trong tuyệt vọng, anh rút kiếm mà không nhìn thấy gì, rồi giết cả tên thủ lĩnh và Tomoe khi cô định nhảy ra để dùng dao găm đâm hắn và cứu Kenshin khỏi đòn chí mạng. Khi xuất chiêu Kenshin bỗng thoáng nhận ra hương mận trắng, hương thơm của Tomoe, nhưng không thấy được cô nhảy vào cho đến khi quá muộn. Cuối cùng, Kenshin ôm chặt người vợ đã chết trong vạt áo. Sau đó, trong bản OVA, Tomoe dùng dao cắt dọc má anh, cuối cùng tạo nên vết sẹo chữ X nổi tiếng. Trong manga, con dao văng ra từ tay Tomoe và vô tình cắt vào má Kenshin để lại sẹo. Enishi chứng kiến toàn bộ sự việc và bị sốc nặng. Cậu bé rời khỏi đất nước và trở thành người tị nạn. (Manga và OVA không giống nhau trong việc diễn đạt tính tượng trưng của vết sẹo. Trong manga, nó chỉ được bỏ mặc cho tự khỏi, trong khi ở trong OVA, nó được khắc họa trong rất nhiều trường hợp, thường là tương ứng với cảm giác tội lỗi của Kenshin)

Himura Kenshin được tặng thanh Sakabato.

Sau cái chết của vợ, Kenshin nói với Katsura rằng mình sẽ không bao giờ giết người nữa một khi cuộc Cách mạng đã thành công. Katsura sau đó thay thế vị trí của Kenshin bằng một sát thủ khác ([[Shishio Makoto) và để Kenshin chiến đấu như một kiếm sĩ du kích vệ quốc. Kenshin sau đó thiêu xác Tomoe cùng căn nhà của họ và trở về Kyoto. Trong những ngày cuối cùng của triều đại Shogun, Kenshin có khá nhiều lần chạm trán với Shinsengumi và góp phần giải phóng Nhật Bản khỏi sự thống trị của triều Shogun. Cuối cùng, vào cuối năm 1867, Kenshin và những người Bảo hoàng đã phục hồi được quyền lực cho Minh Trị Thiên hoàng (người vừa mới thừa kế ngai vàng vào đầu năm 1867). Cuộc chiến Boshin để lật đổ sự thống trị của Shogun bắt đầu vào tháng 1 năm 1868. Sau trận chiến đầu tiên của cuộc chiến Boshin, trận Toba-Fushimi, Kenshin cắm thanh kiếm của mình xuống đất và biến mất.

### Rurouni Kenshin
Sau khi nhận được thanh kiếm lưỡi ngược (sakabato), Kenshin sống cuộc đời của một rurouni (kẻ lang thang) và phiêu bạt khắp nơi. Năm 28 tuổi, mười năm sau cuộc Cách mạng, anh đến Tokyo, nơi anh gặp gỡ Kamiya Kaoru, cô quyền sư phụ trẻ nóng tính của võ đường Kamiya-Kasshin-ryuo. Kaoru đang tìm kiếm một tên tội phạm tự xưng là "Battōsai" và làm nhọ danh tiếng của võ đường Kamiya-Kasshin của cô, và lại coi thường Kenshin và thanh sakabato và cho rằng anh không thể là "Battosai" thực sự. Cuối cùng, Kenshin giải cứu cô gái, đánh bại tên Battōsai giả mạo và lộ ra rằng mình chính là Battōsai thực sự. Kaoru mời Kenshin ở lại, nói với anh rằng cô không quan tâm đến quá khứ của anh. Anh chấp nhận lời thỉnh cầu của cô, và câu chuyện bắt đầu.
Rất nhiều sự kiện đã diễn ra từ thời điểm đó. Kenshin gặp và kết bạn với Myojin Yahiko, một đứa trẻ mồ côi của một gia đình samurai và trước đây là một kẻ móc túi cho lũ Yakuza; một cựu thành viên của Sekihotai, nay là một tên đánh thuê tên là Sagara Sanosuke; cô bác sĩ láu cá Takani Megumi; cô ninja trẻ trung hiếu động Makimachi Misao và người samurai đầy suy tưShinomori Aoshi (cả hai đều là thành viên của nhóm ninja Oniwabanshu, Aoshi ở trụ sở chính ở Edo, Misao trong chi nhánh ở Kyoto); cùng với một đồng minh khó chịu, cựu thành viên của Shinsengumi và là kẻ thù lâu năm của Battosai, Saito Hajime. Tương tự như vậy, Kenshin cũng phải đối mặt với những kẻ thù của mình như Kurogasa, còn gọi là Udoh Jinei, trước đây là một thành viên đã phản bội Shinsengumi; Shishio Makoto, kẻ thừa kế vị trí đầy tàn bạo của Kenshin như là một hitokiri của Chōshū và là người vạch nên một kế hoạch lật đổ chính phủ Minh Trị; và một con quỷ vẫn săn tìm anh từ trong quá khứ, Yukishiro Enishi, đứa em trai luôn bị hận thù ám ảnh của Tomoe. 

Ảnh cưới của Kamiya Kaoru và Himura Kenshin

Để tiêu diệt những kẻ thù như thế, Kenshin phải quay lại quá trình rèn luyện của mình và cải thiện mối quan hệ với Hiko Seijūrō, trong khi tiến lên để hoàn thành những giao kèo với cả bạn và thù. Qua bao thử thách và chiến đấu, những người bạn của Kenshin luôn ở bên anh và họ tự đặt cho mình cái tên 'Kenshin-gumi'.
Khi Yukishiro Enishi phát hiện ra những tình cảm của Kenshin với Kaoru, hắn lên kế hoạch bắt cóc cô, làm theo thế rồi để lại một cái xác của Kaorru trông y như thật với một thanh kiếm cắm vào trái tim, làm mọi người tin rằng cô đã bị sát hại. Điều đó được hắn tự gọi là Jinchu (lit. sự trừng phạt từ con người), gợi nhắc đến 2 chữ Tenchu mà Kenshin đã mang theo mình trong suốt cuộc chiến. Mục đích chính của Enishi là làm cho cuộc đời của Kenshin trở thành địa ngục trần gian. Thay vì lại lang thang một lần nữa như sau cái chết của Tomoe, Kenshin rơi xuống vực sâu của sự đau khổ và trốn chạy đến một nơi hoang tàn đổ nát tên là "Rakunin Mura" để than khóc. Khi bạn bè của Kenshin khám phá ra rằng Kaoru vẫn còn sống, Kenshin trở lai. Anh đến hòn đảo của Enishi để giải cứu cô, nơi đây cô vẫn an toàn và khỏe mạnh, đợi chờ sự xuất hiện của anh. Một cuộc chiến giữa Kenshin và Enishi sau đó, và khi Kenshin chiến thắng, Enishi nhận ra được sai lầm của mình, Kenshin và Kaoru trở về nhà.
Xuyên suốt câu chuyện, Kamiya Kaoru dần hình thành một tình cảm lãng mạn mà mãnh liệt với Kenshin mà anh cũng dần nhận ra. Bất chấp cảm xúc của mình, anh vẫn luôn luôn bị ám ảnh bởi những hành động sai trái trong quá khứ và tin tưởng rằng mình không đáng được hưởng hạnh phúc. Cuối cùng, họ kết hôn và có một đứa con trai tên là Himura Kenji.
5 năm sau, Kenshin trao tặng thanh sakabato của mình cho Yahiko như một món quà cho lễ trưởng thành.

### OVA Seisōhen (Samurai X: Reflection)
Tuy nhiên, khi thời gian trôi qua, Kenshin lại trở nên dằn vặt vì đã dám sống hạnh phúc sau một quá khứ hủy diệt như vậy. Anh quyết định lại phiêu bạt một lần nữa. Kaoru đã ủng hộ anh nhiệt thành, hứa rằng mình và con trai sẽ luôn chào đón anh về nhà với nụ cười trên môi. Trong suốt 15 năm, anh phiêu bạt, thỉnh thoảng mới trở về thăm gia đình.
Kenshin dần kiệt sức vì một căn bệnh bí ẩn mà triệu chứng là những vệt đỏ trên người. Không có phương thuốc chữa trị cho bệnh tình của anh vì cơ thể anh đã quá suy nhược do tập luyện Phi Thiên Ngự Kiếm và nhiều lần bị thương nặng. Nhưng Kaoru đã bất chấp, thậm chí còn chia sẻ cùng anh căn bệnh đó. Kenshin sau đó lại ra đi rồi tham gia Chiến tranh Trung-Nhật lần thứ nhất (chủ yếu là để giành quyền kiểm soát Triều Tiên) như anh đã hứa với chính phủ Minh Trị, không đánh giết mà thay vào đó là giúp khích lệ tinh thần binh lính vì anh đã trải qua nhiều trận chiến và là nhân vật được kính trọng.
Chiến tranh kết thúc, nhưng Kenshin vẫn biệt tăm. Ngày nào Kaoru cũng ra bến cảng chờ đợi anh và tin chắc anh sẽ trở về với cô như mọi lần. Sanosuke gặp Kenshin - lúc này đã rất yếu - ở đại lục và giúp anh trở lại Tokyo với Kaoru. Một buổi sáng, Kaoru bất giác trở dậy và đi dạo ra ngoài võ đường trên con đường hoa anh đào nở thì thấy người chồng của mình đang khó nhọc lê từng bước về phía cô.
Hai người cuối cùng cũng gặp được nhau, Kenshin ngã vào lòng vợ, ghì chặt lấy cô. Kaoru thầm thì gọi tên thật của anh: Shinta, mừng anh đã về nhà. Họ dừng lại dưới một gốc hoa anh đào, Kaoru nói với anh rằng họ sẽ mời mọi người đến dự một buổi tiệc ngắm hoa, để có thể gặp mặt sau bao năm xa cách. Sự im lặng bỗng tăng dần đến đáng sợ, Kaoru bỗng nhận ra rằng Kenshin đã qua đời một cách nhẹ nhàng trong vòng tay cô. Cô như thấy anh đang mỉm cười và dưới những lọn tóc vẫn che má anh, vết sẹo chữ thập đã biến mất, đánh dấu sự kết thúc cuộc đời của nỗi đau và giết chóc, khởi đầu sự yên nghỉ. Trong cảnh cuối cùng, cô ôm chặt đầu anh vào lòng, nước mắt tuôn rơi... Sau đó, tuy không được nhắc đến, nhưng cuộc sống của Kaoru xem ra không thể lâu hơn Kenshin khi căn bệnh kia bắt đầu phát tác.
Sau phần giới thiệu danh sách làm phim, Himura Kenji nay đã trưởng thành sánh đôi cùng người yêu Raikōji Chizuru dưới hàng hoa anh đào (liên tưởng đến cái kết hạnh phúc của Kenshin và Kaoru trong bản manga nguyên gốc của Watsuki Nobuhiro).
Mặc dầu kịch bản của Rurouni Kenshin: Seisouhen không phải do Watsuki viết, Watsuki nói rằng ông đã kiểm tra so với bản chính; tuy nhiên, ông cũng nói rằng: "Kenshin đã trải qua quá nhiều gian khổ và xứng đáng có được một kết cục hạnh phúc."
Mặc dù Seisōhen hoàn toàn khép lại Rurouni Kenshin, nhiều người hâm mộ cho rằng bộ phim đã bỏ quên nhiều yếu tố quan trọng từ bản chính. Vì vậy, Seisōhen không được nhiều fan coi là tiêu chuẩn, và rất nhiều fan đã coi kết thúc trong bản gốc manga là chính thức - một kết thúc có hậu, khi mà Kenshin và Kaoru vẫn hạnh phúc bên nhau và cùng nuôi dạy Kenji từ khi mới chập chững, vết sẹo của Kenshin cũng phai nhạt dần theo thời gian.
Một câu chuyện mở rộng trong Kenshin Kaden diễn ra vào năm Minh Trị thứ 16, được coi là kết thúc chính thức của Rurouni Kenshin, được xuất bản và diễn ra 6 năm sau khi bộ manga kết thúc, với tất cả mọi người (trừ Shanosuke đang ở Mông Cổ, và Saito đang thực thi một nhiệm vụ ở Hokkaido) cùng dự một buổi tiệc ngắm hoa anh đào.

## Kỹ thuật

### Về Hiten Mitsurugi-Ryū
Hiten Mitsurugi Ryū (飛天御剣流 Phi thiên ngự kiếm lưu), được biết đến như là "Kiếm thuật siêu tốc", là một môn phái kiếm thuật cổ hư cấu tương truyền có thể đánh nhiều người cùng một lúc. Đó là kiếm thuật được truyền từ đời này qua đời khác với các người tinh luyện được nó thừa kế cái tên Hiko Seijūrō. Kenshin nói rằng kiếm thuật này được sáng tạo nên vào thời Chiến quốc ở Nhật Bản.
Triết lý của Hiten Mitsurugi-Ryū là người luyện tập phải bảo vệ những người xung quanh mình; họ có thể sử dụng kĩ thuật chết người này vì sự an nguy của dân chúng. Khi một môn đệ của Hiten Mitsurugi-Ryū hiểu được điều này, anh ta đã có thể hoàn thành được quá trình rèn luyện.
Căn bản của Hiten Mitsurugi-Ryū là dựa trên việc sử dụng tốc độ thần thành, hay shinsoku, và sự chính xác khi ra đòn để hạ đối thủ chỉ với 1 chiêu. Kiếm sĩ phải đọc được kĩ thuật và cảm xúc của đối thủ với tốc độ ánh sáng để có thể dự đoán được chính xác đối thủ sẽ ra đòn gì. Kết hợp 2 yếu tố cùng với tốc độ và sự chính xác giúp Kenshin và Hiko có thể đánh bại kẻ thù trước khi họ kịp phản ứng. Đó là sức mạnh của Mitsurugi-Ryū.
Nhược điểm duy nhất của môn phái này là nó là một môn phái đòi hỏi khắt khe về tố chất sẵn có, chỉ có những người với những kĩ năng thể thao đỉnh cao mới có thể duy trì được nó. Do đó, một cơ thể cơ bắp như của Hiko Seijūrō thì thích hợp với Hiten Mitsurugi-Ryū hơn là dáng người mảnh khảnh của Kenshin. Sau khi Kenshin học "Amakakeru Ryū no Hirameki", anh cảm thấy cơ thể mình đã bắt đầu sa sút. Vào thời điểm của chương cuối cùng, 5 năm sau câu chuyện chính, anh đã không thể sử dụng Hiten Mitsurugi-Ryū được nữa.
Himura Kenshin tinh thông chiêu Battōjutsu, (lưu ý đến cái tên Battōsai) đạt đến độ hoàn hảo mọi khía cạnh của nó, thậm chí cả điểm yếu nữa.
Một trò vui đùa thường có trong bộ manga là Kenshin trong lần gặp đầu tiên, rất nhiều người thường nghĩ anh trẻ hơn so với tuổi thật của mình. Sauu khi trông Hiko cũng trẻ như vậy, Yahiko và Misao tin rằng Hiten Mitsurugi Ryū đã làm cho cả Kenshin và Hiko vẫn trẻ như vậy.

#### Danh sách các chiêu Hiten Mitsurugi-Ryū
Những chiêu sau đều là của Kenshin và sư phụ của mình:
Note - Tên của những chiêu sau đều được liệt kê theo thứ tự trong Hiten Mitsurugi-Ryū:
Doryūsen (Thổ long thiểm) (土龍閃)
Người sử dụng quét kiếm phía trên sát mặt đất, làm tung đất đá cát bụi về phía đối thủ. Chưa phải là 1 kỹ thuật tuyệt đỉnh nhưng thường là khởi đầu cho loạt kiếm tấn công, làm đối thủ bị bất ngờ và dạt ra, hay để che mắt đối phương (tung hoả mù) để ra chiêu khác.
Trích 1 đoạn vui trong anime TV: Sanosuke đem về một con chó đi lạc, nó cắp các vật dụng của Kenshin, Kaoru, Yahiko đi giấu ở một nơi. 3 người đi rình theo con chó và phát hiện chỗ nó giấu đồ. Kaoru và Yahiko tức điên lên, định bắt con chó lại thì chú cẩu tung chân hất đất ngược ra sau, bay đầy mặt mọi người. Kenshin gọi đó là Thổ Long Thiểm của chú cẩu.
Ryūtsuisen (Long Chùy Thiểm) (龍槌閃)
Người sử dụng phi thân và lao xuống rất nhanh, chém kiếm vào phía trên đối thủ.
Ryūtsuisen ~ Zan (Long Chùy Thiểm - Thảm) (龍槌閃・惨)
Giống chiêu trên, nhưng cố gắng đâm vào đối thủ.
Ryūshōsen (Long Tường Thiểm) (龍翔閃)
Chiêu này thực chất là sử dụng lưỡi kiếm, nhắm vào cổ họng hay phần dạ dày của đối thủ. Chìa khóa của chiêu này dựa vào sức bật với toàn bộ thể lực. Kenshin đã thay đổi kĩ thuật này, nhấn mặt cùn của thanh sakabato vào cổ của đối thủ thay vì mặt sắc.
Ryūtsuishōsen (Long Chùy Tường Thiểm)龍槌翔閃 ()
Cách đánh kết hợp của Ryu Tsui Sen + Ryu Shou Sen: Người sử dụng phi thân chém kiếm vào phần trên đối thủ, sau đó kết thúc cú đánh bằng cách đẩy kiếm lên phía trên vào cổ đấu thủ, nếu anh ta còn ở tư thế đứng sau khi thực hiện Ryu Tsui Sen.
Ryūkansen (Long Quyển Thiểm) (龍巻閃)
Kỹ thuật này để phòng thủ hơn là tấn công, khi đối thủ trở người, người sử dụng múa kiếm ra sau, nếu đúng vị trí thì chém vào gáy đấu thủ. Có nhiều thế được nêu tiếp theo..
Ryūkansen ~ Tsumuji (Long Quyển Thiểm - Tuyền) (龍巻閃・旋)
Khác với Ryūkansen thường, kiếm sĩ đang ở trên không khi quay. Điều này giúp người sử dụng dùng lực ly tâm để rút kiếm ra với tốc độ ánh sáng.
Ryūkansen ~ Kogarashi (Long Quyển Thiểm ~ Phong) (龍巻閃・凩)
Khác với Ryūkansen thường, kiếm sĩ nhắm vào đầu của đối thủ.
Ryūkansen ~ Arashi (Long Quyển Thiểm ~ Lam) (龍巻閃・嵐)
Khác với Ryūkansen thường, kiếm sĩ nhào lộn khi đang tấn công.
Ryūsōsen (Long Sào Thiểm) (龍巣閃)
Tấn công vào các điểm tử huyệt của đối thủ với tốc độ cực nhanh không cùng lúc.
Ryūsōsen ~ Garami (Long Sào Thiểm ~ Giảo) (龍巣閃・咬)
Tập trung đánh vào 1 điểm tử huyệt duy nhất của đối thủ ở đầu hoặc tay.
Kuzu-ryūsen (Cửu Đầu Long Thiểm) (九頭龍閃)
"Cửu Đầu Long Thiểm" là một tuyệt chiêu khủng khiếp sử dụng Shinsoku (lit. thần tốc) tới cảnh giới cao nhất; tấn công vào 9 điểm chết người của người chiến sĩ (Kara Take, Kesa Giri, Saka Gesa, Hidari Nagi, Migi Nagi, Hidari Kiriage, Migi Kiriage, Saka Kaze, và Tsuki - đầu, vai trái và phải; cánh tay trái và phải; eo trái và phải; giữa 2 chân; ngực), vào cùng một thời điểm. Những điểm này là trọng điểm của chiêu và tạo nên điều căn bản của thế đứng, bất chấp chiêu hay vũ khí. Vậy với "Cửu đầu long thiểm", tấn công 9 điểm cùng một lúc, phòng thủ hay tránh né đều gần như vô hiệu. Một điều đáng chú ý là chiêu này không được sáng tạo ra trong một trận đánh thực sự mà được sáng tạo ra trong bí mật, như là một điều kiện nhập môn để mở ra bí mật. Nếu người được thụ giáo có thể chiến thắng được "Cửu Đầu Long Thiểm" của sư phụ, thì họ có thể học được bí chiêu. Không giống liên chiêu Ryūsōsen cả chín cú tấn công của Kuzu-ryūsen đều mang sức mạnh chết người. Tuy nhiên, khối lượng và sức mạnh giữ vai trò then chốt trong hiệu quả của chiêu này. Điều này có nghĩa là nếu chiêu này được sử dụng hoàn hảo, lực sẽ rất khác nhau phụ thuộc vào cân nặng và lực tay. Về cơ bản, một người dùng Kuzu-ryūsen nặng ký sẽ hiệu quả hơn một người nhẹ ký.

### Chiêu Battōjutsu
Nghệ thuật rút kiếm (Battōjutsu)
Thế đứng với chân phải bước lên trước, nhấn lưỡi kiếm xuống đường cong của vỏ, việc này làm tăng tốc độ rút kiếm. Rút kiếm cùng lúc với tung chiêu tấn công. Đó là chiêu tấn công được ăn cả ngã về không vì nếu trượt thì người sử dụng hoàn toàn sơ hở. Tất cả các chiêu battōjutsu trong Hiten Mitsurugi-Ryū đều bao gồm 2 bước để tránh thất bại.
Note - Cái tên của các kĩ thuật sau đều được liệt kê theo thứ tự trong Hiten Mitsurugi-Ryū:
Battōjutsu Soryūsen (Lưỡng Long Thiểm) (双龍閃)
Như trên, nhưng với một chiêu tấn công tiếp theo sử dụng bao kiếm. Chiêu thứ hai này khắc phục được khoảng thời gian sơ hở sau chiêu Battōjutsu thường.
Battōjutsu Soryūsen ~ Ikazuchi (Lưỡng Long Thiểm ~ Lôi) (双龍閃・雷)
"Ikazuchi" là chiêu ngược lại với Soryūsen với thanh kiếm đi sau bao kiếm. Kiếm sỹ làm sao lãng đối thủ bằng việc tung ra chiêu tấn công bằng bao kiếm để giả battōjutsu rồi mới tung chiêu thật sự theo sau. Đó là một chiêu với trình độ cao, dung bao kiếm khóa đối thủ và vũ khí của họ, làm đối thủ phơi mình ra trước lưỡi kiếm của ta.
Battōjutsu Hiryūsen (Phi Long Thiểm) (飛龍閃)
Kĩ thuật bắn phá này sử dụng lực ly tâm và tay của người sử dụng(chính xác hơn là ngón tay cái) để phóng kiếm từ trong vỏ ra, cho phép kiếm sĩ có thể tấn công kẻ thù ở ngoài tầm kiếm. Lực ly tâm cực đại và sức mạnh của tay làm cho sự chính xác của cú ra đòn hiệu quả hơn nhiều, giúp cho kiếm sĩ có thể tấn oong nhiều vùng trên cơ thể đối phương như giữa trán.
Ryūmeisen (Long Minh Thiểm) (龍鳴閃)
Đây là chiêu đối ngược với tốc độ phi thường của chiêu Battōjutsu trong Hiten Mitsurugi-Ryū, shinsoku nōtōjutsu (lit. god-speed sheathing-thu kiếm thần tốc). Vỏ kiếm sẽ tạo ra một hiệu ứng âm thanh vô cùng mạnh khi gươm được tra vào vỏ với tốc độ ánh sáng, ngay lập tức làm tê liệt dây thần kinh thính giác, làm hỏng thính giác và khả năng giữ thăng bằng của đối thủ. Anh chỉ sử dụng kỹ thuật này một lần, chống lại Yukishiro Enishi, để chống đỡ Shikkū Tōsei (lit. Sky-Stride Sword Rush).
Ōgi - Amakakeru Ryū no Hirameki(Thiên Tường Long Thiểm (天翔龍閃)
Amakakeru Ryū No Hirameki là thế battōjutsu vượt trội so với Shinsoku. Đây là chìa khóa để đánh bại Kuzu-ryūsen. Vì Kuzu-ryūsen là một chiêu không thể bị chặn đứng, nên một cú tấn công phải được tung ra trước khi Kuzu-ryūsen bắt đầu. Vì vậy một điều tự nhiên của kĩ thuật tuyệt đỉnh này là Amakakeru Ryū No Hirameki phải nhanh hơn một chiêu battōjutsu thường để có thể đánh trúng đối thủ. Bí mật đằng sau kỹ thuật này nằm ở việc thêm vào một bước chân trái. Một bước đơn này sẽ tăng thêm gia tốc và khối lượng cho thanh kiếm, biến tốc độ phi thường của Hiten Mitsurugi Battōjutsu tăng thêm một bậc. Tuy nhiên, một bước thêm này khó có thể lĩnh hội được vì lý thuyết cơ bản của battōjutsu nói rằng phải bước chân phải lên trước để tránh chém phải chân mình khi tấn công. Và với Amakakeru Ryū No Hirameki, bước thêm một bước với chân trái có thể đồng nghĩa với cái chết tức thời cho người kiếm sĩ vì nó yêu cầu sự chính xác về thời điểm ra đòn và không được mất đi bất kỳ một xung lực nào khi rút kiếm, chính vì thế nó cũng yêu cầu sự tập trung tối đa nên chỉ có thể được lĩnh hội bởi những người có khát vọng sống mãnh liệt.
Còn một bí mật nữa của tuyệt chiêu này. Nếu như chiêu đầu bị tránh hay bị chặn đứng lại thì cú chém với tốc độ phi thường sẽ tạo ra một khoảng chân không nên vẫn có thể đả thương đối thủ. Trong trường hợp đó, xoay người lại để tung ra chiêu thứ hai, hành động này sẽ làm gia tăng lực và xung lượng của cú chém. Đây là sức mạnh thực sự của Amakakeru Ryū no Hirameki.
"Amakakeru Ryū no Hirameki" nhanh đến nỗi chiêu này có thể thành công kể cả khi đòn đánh của đối thủ đã chạm vào người sử dụng, như trong Rurouni Kenshin manga tập 14. Như mô tả, tuyệt chiêu của Shinomori Aoshi là Kaiten-kenbu Rokuren đã thực sự bắt đầu chạm cổ của Kenshin khi anh xuất chiêu và đánh bại Aoshi trước khi anh ta hoàn thành cú ra đòn. "Amakakeru Ryū no Hirameki" là tuyệt kỹ cuối cùng của Hiten Mitsurugi Ryū.

### Các chiêu khác
Địa Long Thiểm (地龍閃 Ka-ryūsen)
Một cơn gió mạnh tạo bởi thanh sakabato của Kenshin, anh sử dụng chiêu này để làm choáng váng hay ngăn cản kẻ thù từ xa.
Sáng tạo của Kenshin Style - Chiêu rút kiếm xoay vòng (剣心流・回転抜刀術 Kenshin-Ryū: Kaiten Battōjutsu)
Trong cuộc đọ kiếm cuối cùng của "Ishin Shishi he no Requiem (Requiem for the Ishin Patriots)", Kenshin bất ngờ sáng tác ra chiêu này như là phương pháp cuối cùng, khi tay trái của anh đã bị thương và các chiêu khác trong Hiten Mitsurugi đều vô hiệu trước phái Kiếm và Bao Shinuma của Shigure.
Quấn thắt lưng quanh cánh tay trái bị thương và bao kiếm và đứng với thế tấn của Amakakeru Ryū No Hirameki, Kenshin nhảy lên cao và bắt đầu rơi tự do. Biết rằng không có sự ổn định khi ở trên không, Kenshin tận dụng sự rơi tự do để nhân lên mômen quán tính cho tốc độ quay của cơ thể từ đó tăng thêm tốc độ rút kiếm để tung ra cú đòn quyết định. Kỹ thuật này hơi giống Ryūkansen, nó sử dụng lực hướng tâm của cơ thể để phản công lại bất kỳ cú đánh nào của đối thủ bằng tốc độ ánh sáng. Sagara Sanosuke là người đã nghĩ ra cái tên "Kenshin-Ryu: Kaiten Battōjutsu".
Zantetsu
Những kiếm sĩ thượng thừa tự xưng là có thể chém đứt sắt bằng thanh kiếm của mình. Kenshin nói rằng anh có thể sử dụng nó bất kỳ ở đâu trừ dưới nước.
Shiraha Dori
Một kỹ thuật phòng thủ, dừng kiếm của đối thủ bằng 2 tay trần. Đây là chiêu đùng đã đánh bại Shinomori Aoshi trong phần Tokyo. Nó còn được Yahiko dùng ở cuối bộ manga.
Modoshi Giri (Chém ngược)
Những kiếm sĩ thượng thừa với những thanh kiếm tốt nhất được cho là có thể cắt đôi một vật và gắn nó lại với nhau mà cứ như là vật đó chưa bao giờ bị chém. Kenshin chứng minh điều đó khi anh cắt đôi một cái daikon và gắn nó lại như cũ. Anh không cắt nó bằng kiếm của mỉnh mà bằng con dao làm bếp, vì thanh sakabato của anh bị gãy vào thời điểm đó.

## Lưu ý và tham khảo
1. ↑  "Mayo Suzukaze". Anime News Network. Truy cập ngày 4 tháng 2 năm 2008.
2. ↑  "Megumi Ogata". Anime News Network. Truy cập ngày 4 tháng 2 năm 2008.
3. ↑  "Richard Cansino". Anime News Network. Truy cập ngày 4 tháng 2 năm 2008.
4. ↑  "J. Shannon Weaver". Anime News Network. Truy cập ngày 4 tháng 2 năm 2008.
5. ↑  "Alexander Páez". Anime News Network. Truy cập ngày 4 tháng 2 năm 2008.
6. 1 2  "Watsuki interview at AnimeOnDVD". Truy cập ngày 2 tháng 6 năm 2007.